# Bartolomeo Cavarozzi

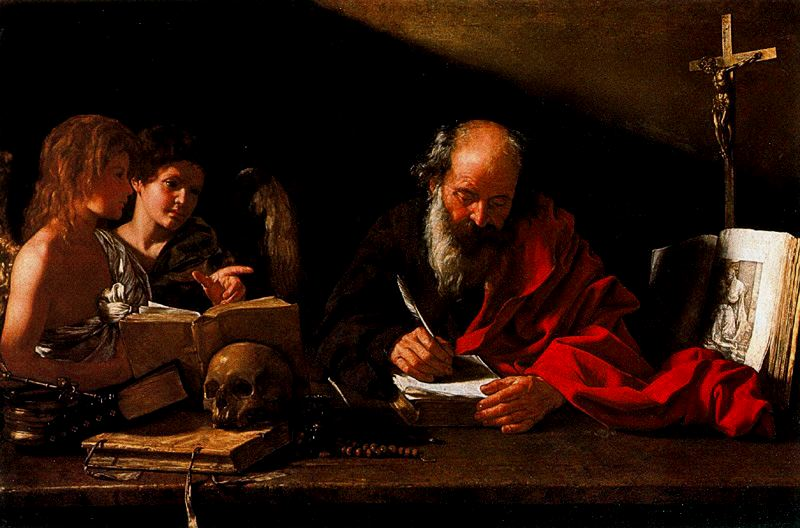
San Jerónimo y dos ángeles, 1617, óleo sobre lienzo, 116 x 173 cm, Florencia, Palazzo Pitti.

Bartolomeo Cavarozzi (Viterbo, c. 1590-Roma, 21 de septiembre de 1625), pintor italiano del Barroco, cercano al movimiento caravaggista, que desarrolló parte de su carrera en España. A veces se le denominó Bartolomeo del Crescenzi, por su relación con dicha familia.

## Biografía

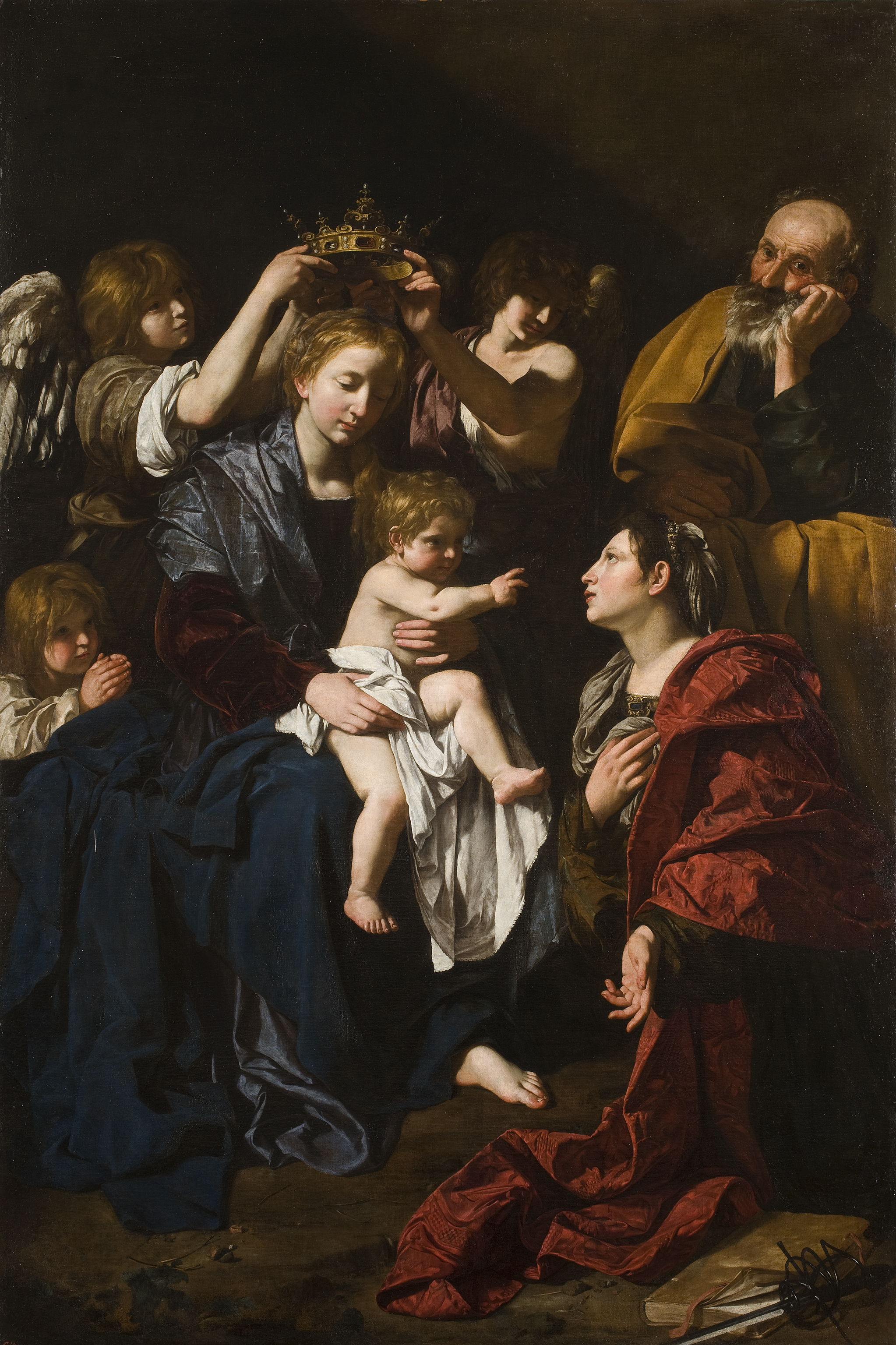
Sagrada Familia y Santa Catalina, óleo sobre lienzo, 256 x 170 cm, Museo del Prado.

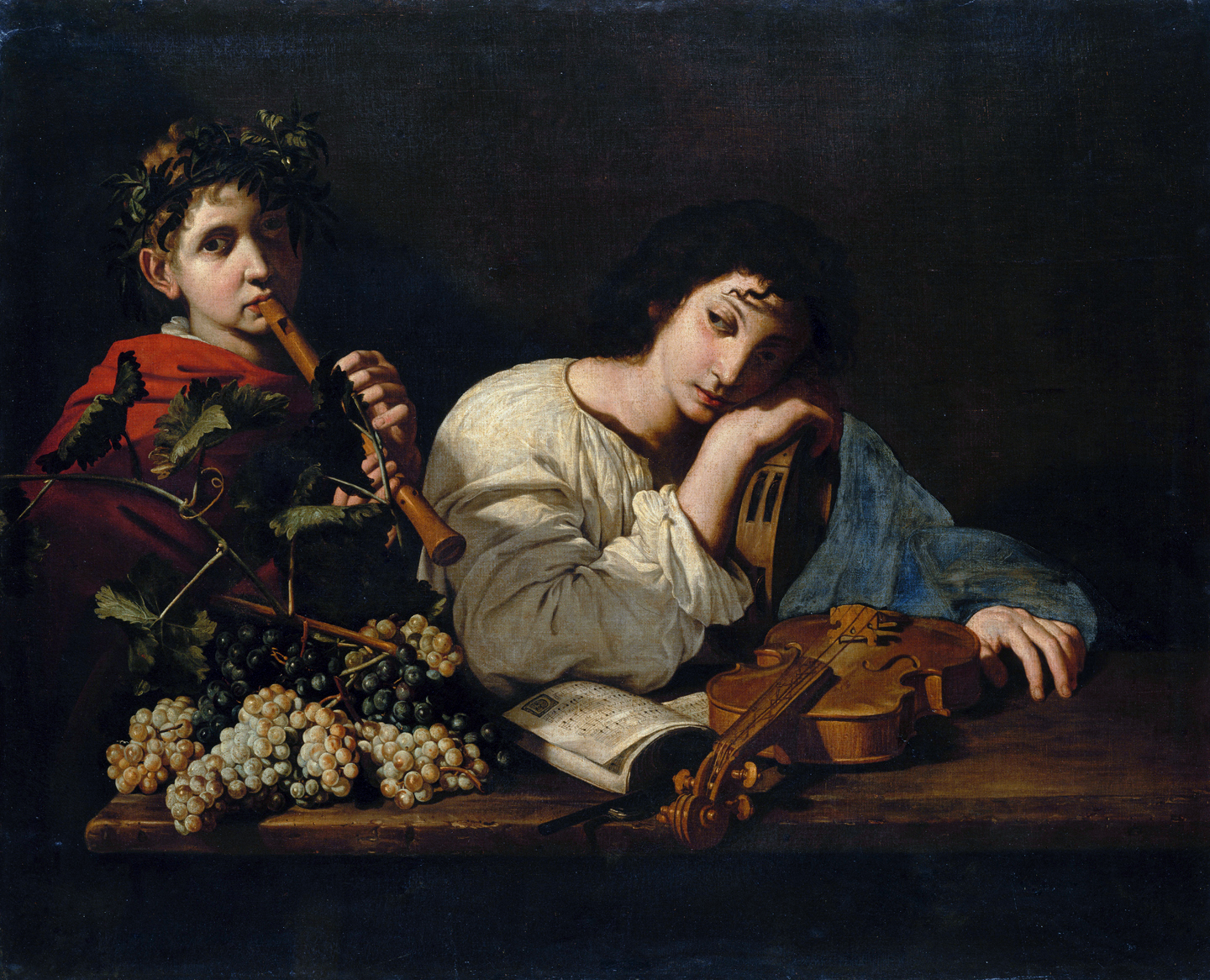
El dolor de Amintas, óleo sobre lienzo, 100 x 120 cm, Museo del Louvre.

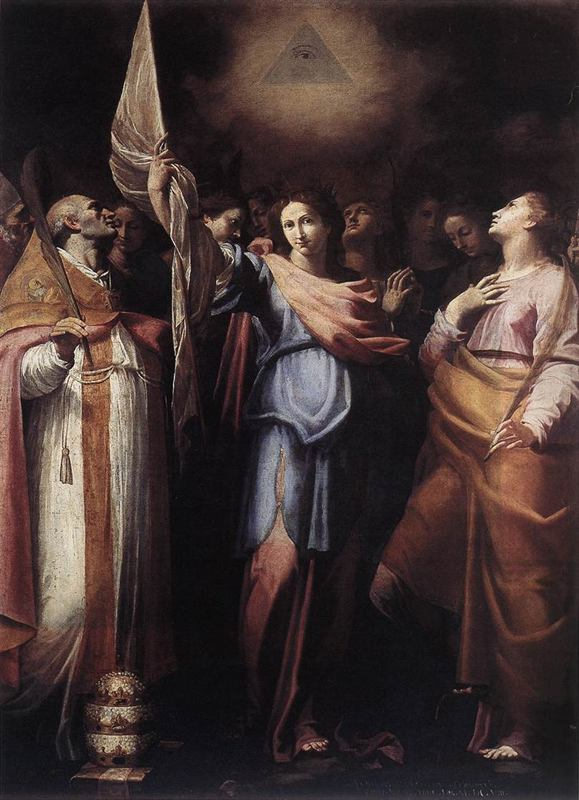
Santa Úrsula y sus compañeras con el papa Ciríaco y Santa Catalina de Alejandría, 1608. Óleo sobre lienzo, 280 x 220 cm. Roma, Basilica di San Marco.

Natural de Viterbo, relativamente joven marchó a Roma, donde ingresó en el taller de su compatriota Tarquinio Ligustri, para después ponerse bajo la tutela del Pomarancio. No tardó mucho en trabar relación con la rica familia de los Crescenzi, que lo acogieron bajo su patronazgo. Giovanni Battista Crescenzi era también pintor, y se llevó a Cavarozzi consigo a España cuando fue llamado para colaborar en las decoraciones del monasterio de El Escorial (1617).
Solo permaneció en España unos dos años, a pesar del gran éxito que allí consiguió con sus obras de carácter devocional. El Museo de Bellas Artes de Murcia conserva una bellísima Santa Catalina de Alejandría, realizada en 1618, que fue comprada a Juan Martínez Pageo, en 1927, y participó en la Exposición Iberoamericana de Sevilla en 1929.  Su Sagrada Familia con Santa Catalina, conservada en el Museo del Prado, fue una obra muy apreciada por sus contemporáneos, como lo demuestran las abundantes réplicas y copias de la obra, de las que se consideran autógrafas las versiones del Prado y la de colección particular milanesa que, a diferencia de la madrileña, presenta a la Virgen mirando al espectador y con el pie calzado, lo que sugiere que podría haber sido pintada durante su estancia en España y explicaría la presencia de una copia de esta segunda versión en el monasterio de Santa Paula de Sevilla. Atribuida durante mucho tiempo la versión del Prado a Orazio Gentileschi por indicación de Roberto Longhi, fue este mismo quien años más tarde la incorporó al catálogo de Cavarozzi. En la Real Academia de Bellas Artes de San Fernando se conserva un lienzo suyo procedente de la Colección de Manuel Godoy, Desposorios Místicos de Santa Catalina de gran calidad.
De nuevo en Roma (1619), comenzó a pintar las figuras en cuadros de naturalezas muertas de otros artistas, sobre todo del Maestro de la naturaleza muerta Acquavella, bodegonista de gran talento.

## Obra
Cavarozzi es un artista de considerable nivel artístico. Practicó un tenebrismo elegante, con figuras naturalistas pero rebosantes de serenidad, algo idealizadas. Su uso de efectos de luz extremos dejó una huella profunda en los artistas españoles. Creó unos modelos que marcarán la producción de Zurbarán, hasta el punto de atribuírsele al extremeño algunas obras ejecutadas por Cavarozzi durante su periplo español.
A Cavarozzi se le han atribuido algunas obras de tipo caravaggesco de autoría dudosa, como el Tañedor de flauta de Cecco del Caravaggio o incluso el San Juan Bautista conservado en la Catedral de Toledo, usualmente creído de Caravaggio. En fecha reciente también se le ha atribuido El sacrificio de Isaac (en la colección Barbara Piasecka Johnson hasta su subasta en 2014), atribuido a  Caravaggio desde 1989, cuando ingresó en la colección norteamericana procedente de una colección suiza, sin historia anterior conocida. Bien conocida la composición por la existencia de numerosas copias en España (iglesia de Santa María de Peñafiel, de excelente calidad, iglesia de San Roque de Sevilla y varias más), hizo pensar que la versión original, cuando se tenía por perdida y autógrafa de Caravaggio, procediese también de España.

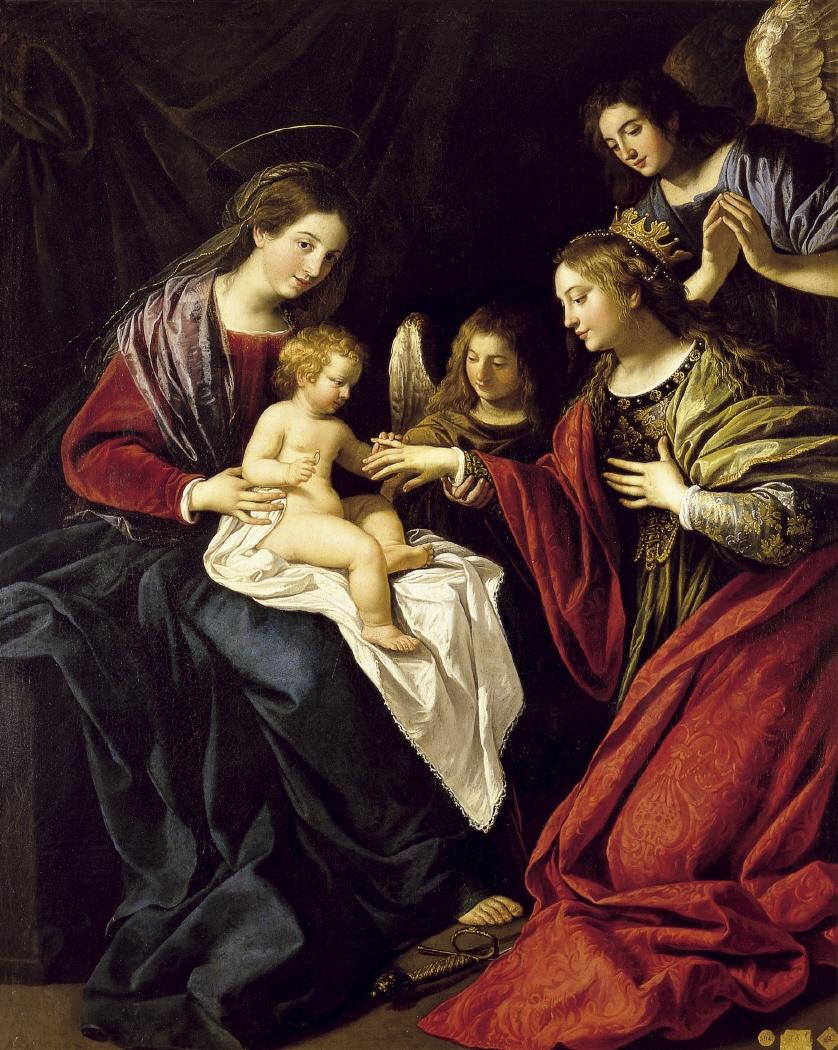
Desposorios místicos de Santa Catalina, 189 x 150 cm, Real Academia de Bellas Artes de San Fernando.